# Pteridomyces
Pteridomyces is een geslacht van schimmels behorend tot de familie Atheliaceae. De typesoort is Pteridomyces galzinii. Deze soort is later hernoemd naar Athelopsis galzinii.

## Soorten
Volgens Index Fungorum bevat het geslacht vier soorten (peildatum december 2021):
| Soortnaam                | Auteur(s)              | Publicatiejaar |
| ------------------------ | ---------------------- | -------------- |
| Pteridomyces bisporus    | Boidin & Gilles        | 1988           |
| Pteridomyces lacteus     | Boidin, Lanq. & Gilles | 1983           |
| Pteridomyces roseolus    | Boidin & Lanq.         | 1983           |
| Pteridomyces valdivianus | Gorjón & Hallenb.      | 2012           |